# متروی بمبئی
متروی بمبئی (انگلیسی: Mumbai Metro) سیستم قطار شهری در شهر بمبئی، هند است.
این مترو که در سال ۲۰۱۴ تأسیس شده، دارای ۱ خط، ۱۲ ایستگاه و ۱۱٫۴ کیلومتر طول می‌باشد.

## نگارخانه

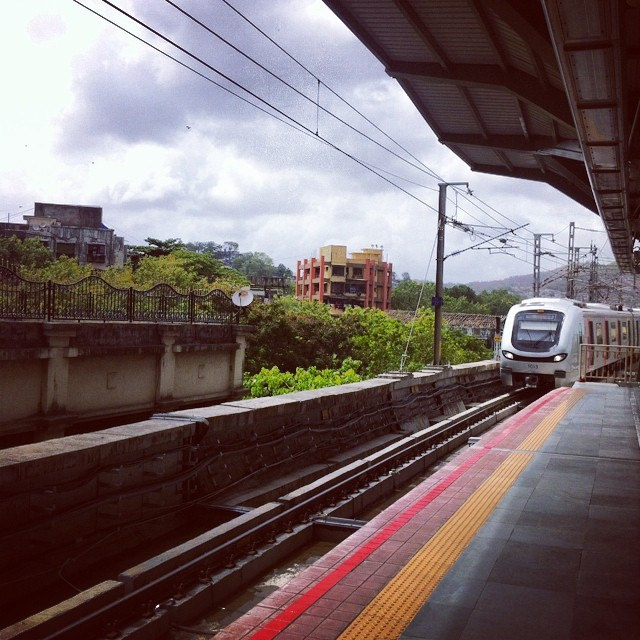
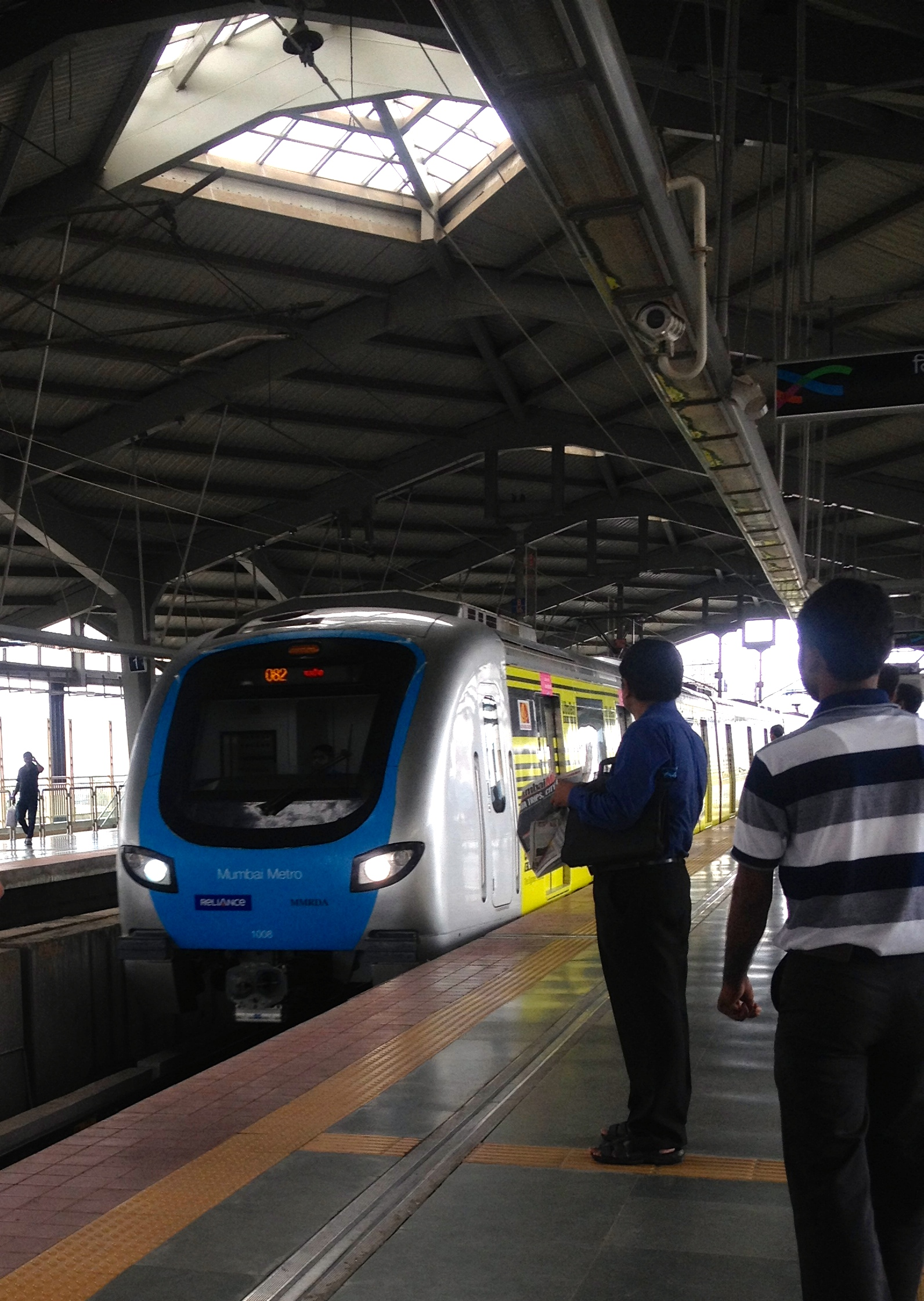
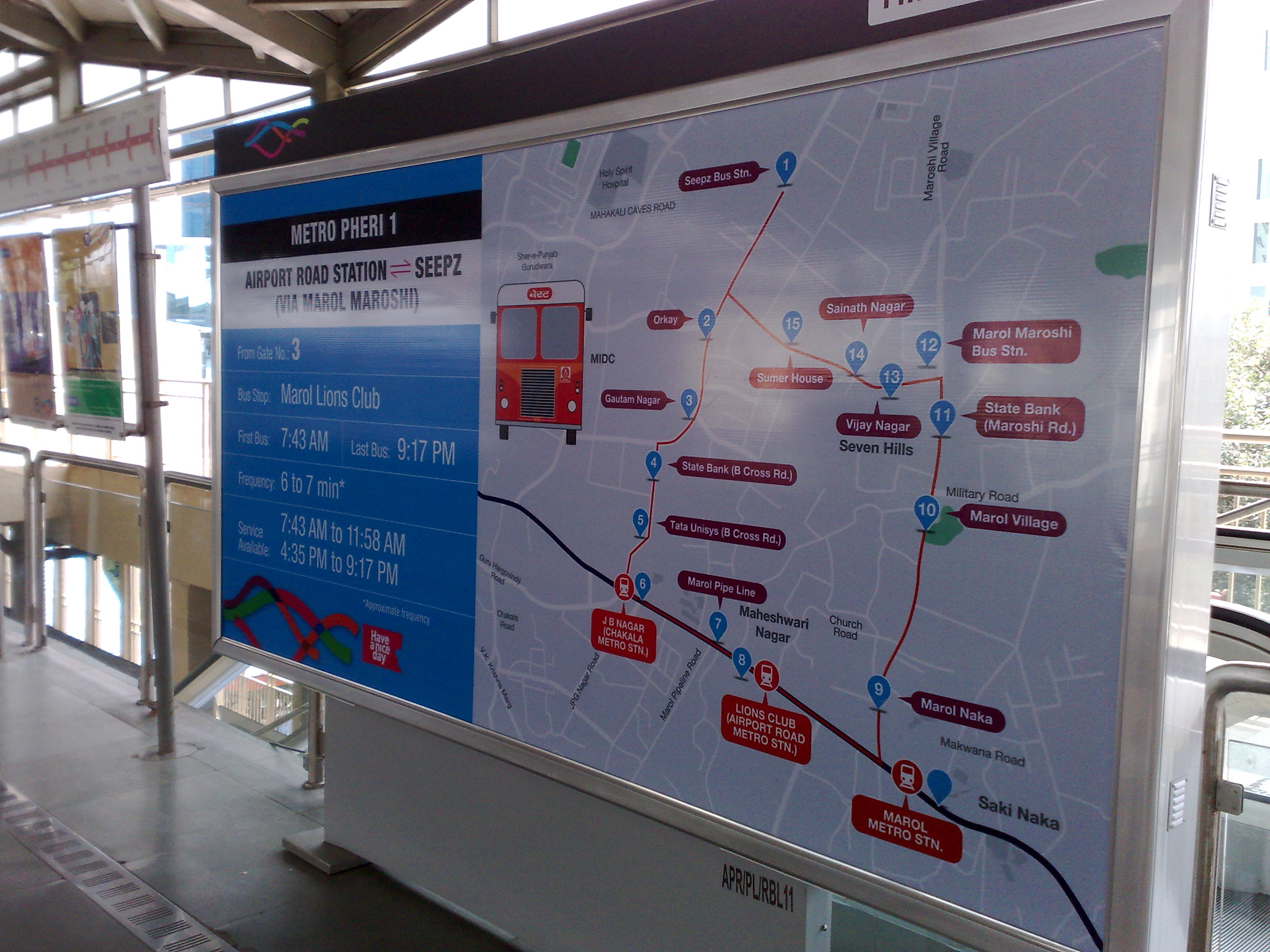
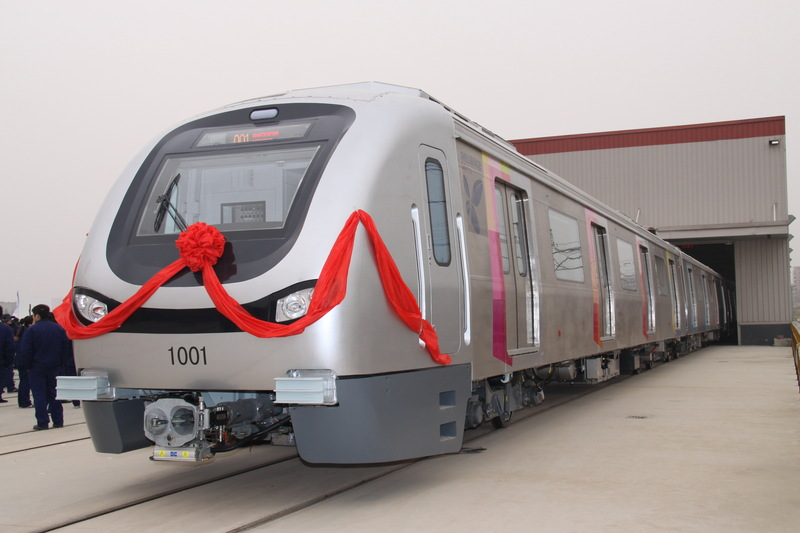
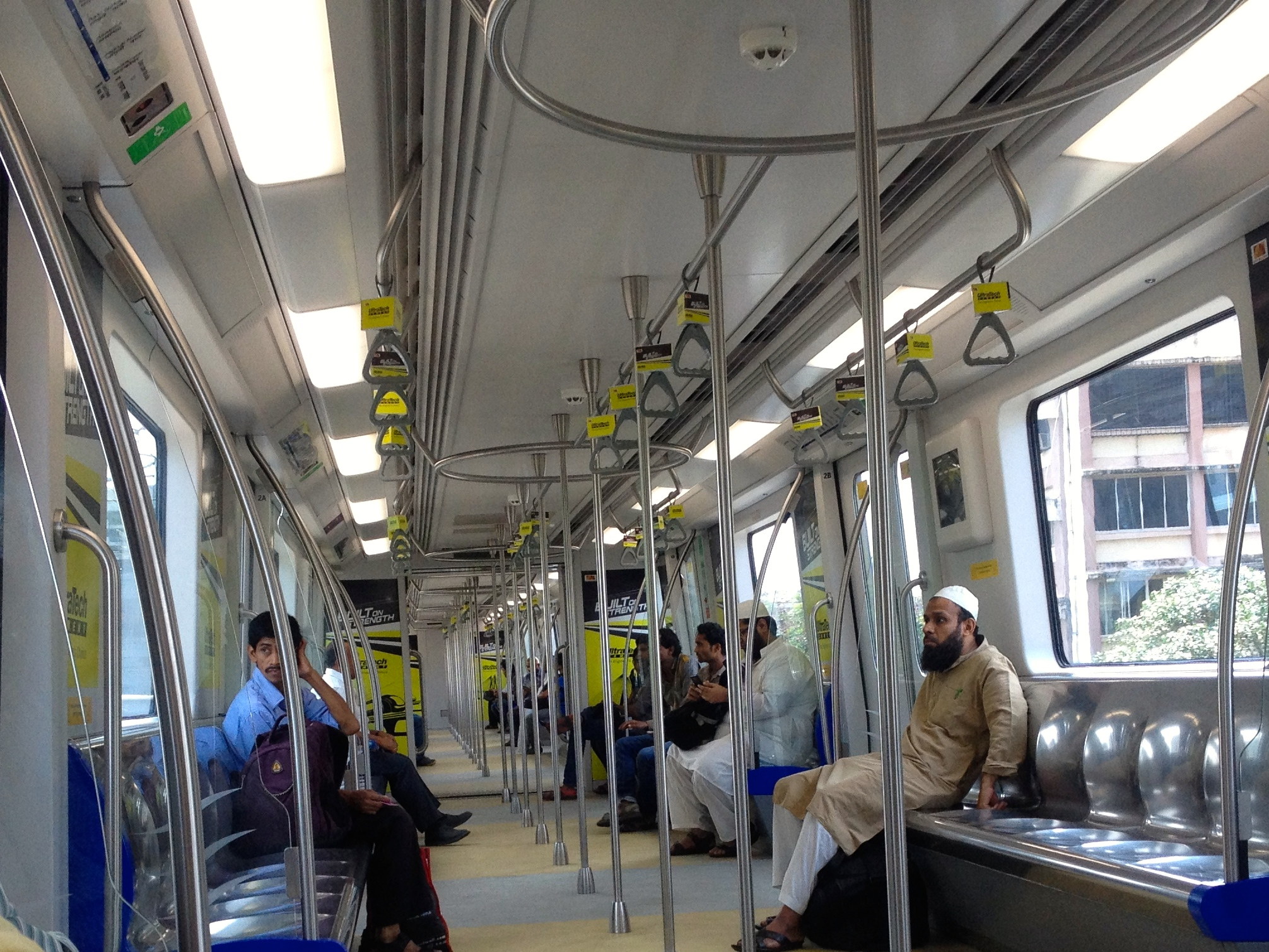
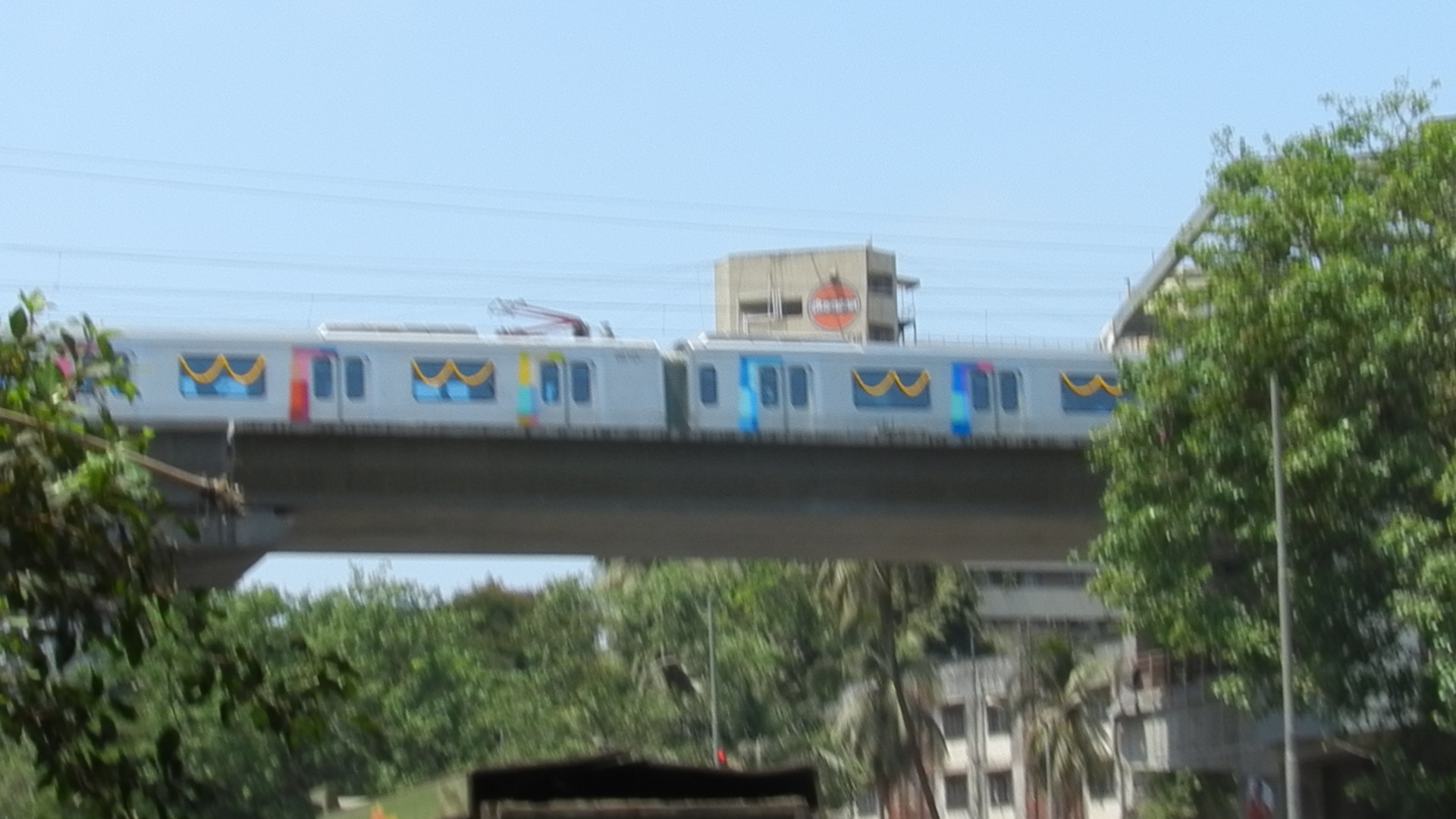
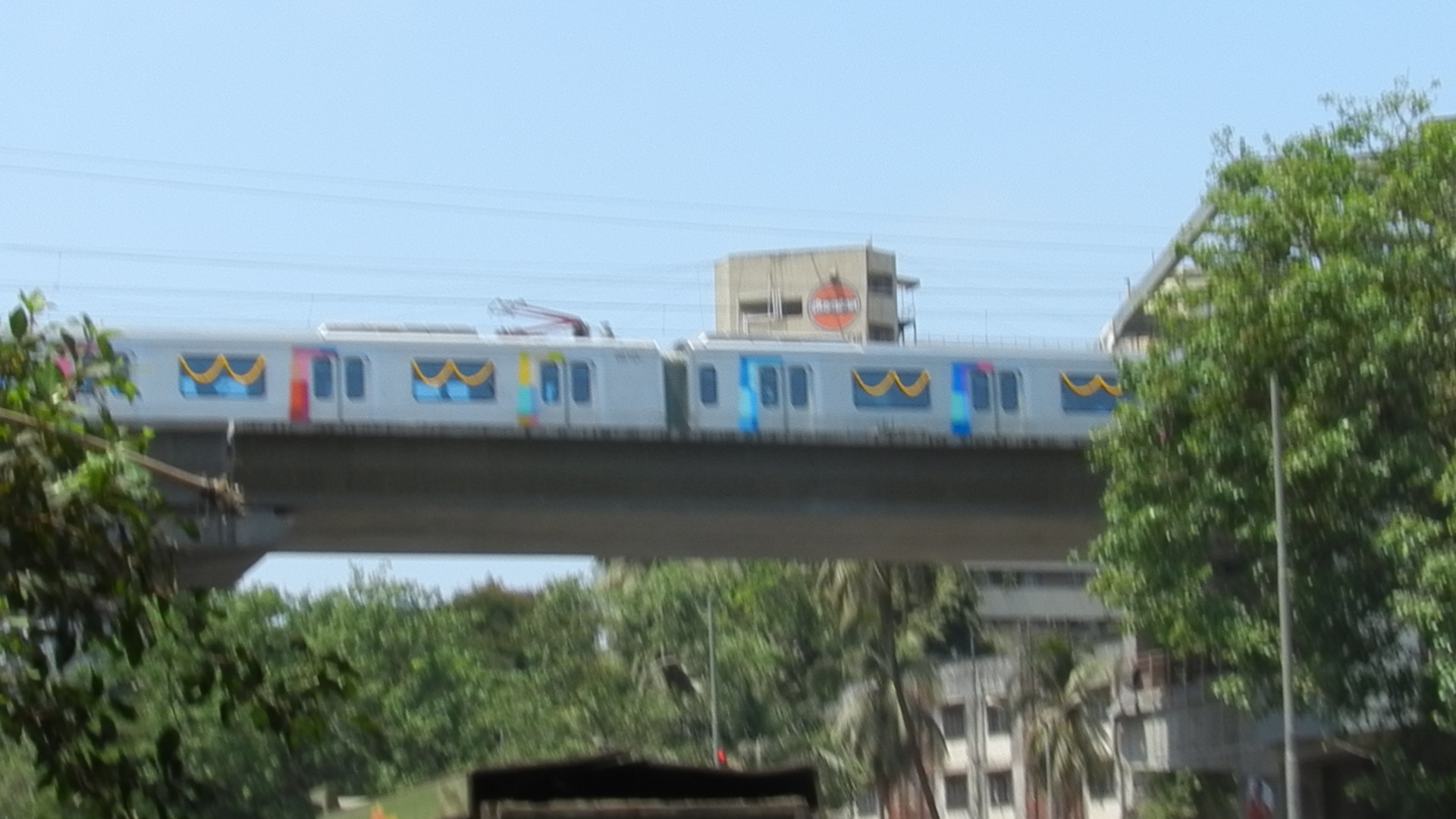